# Tre Giorni delle Fiandre Occidentali 2006
La Tre Giorni delle Fiandre Occidentali 2006, settima edizione della corsa, valevole come prova del circuito UCI Europe Tour 2006 categoria 2.1, si svolse in tre tappe dal 3 al 5 marzo 2006 per un percorso di 535,7 km, con partenza da Courtrai e arrivo ad Ichtegem. Fu vinta dal belga Niko Eeckhout della squadra Chocolade Jacques-Topsport Vlaanderen, che si impose in 13h 3' 33 secondi" alla media di 41,02 km/h.
Al traguardo di Ichtegem furono 44 i ciclisti che completarono la competizione.

## Tappe
| Tappa  | Data    | Percorso            | km    | Vincitore di tappa | Leader cl. generale |
| ------ | ------- | ------------------- | ----- | ------------------ | ------------------- |
| 1ª     | 3 marzo | Courtrai > Bellegem | 169,5 | Francesco Chicchi  | Francesco Chicchi   |
| 2ª     | 4 marzo | Torhout > Handzame  | 180,6 | Robbie McEwen      | Francesco Chicchi   |
| 3ª     | 5 marzo | Ichtegem > Ichtegem | 185,6 | Niko Eeckhout      | Niko Eeckhout       |
| Totale | Totale  | Totale              | 535,7 |                    |                     |

## Squadre e corridori partecipanti
| N.    | Cod. | Squadra                        |
| ----- | ---- | ------------------------------ |
| 1-8   | QSI  | Quick Step-Innergetic          |
| 11-18 | DVL  | Davitamon-Lotto                |
| 21-28 | CSC  | Team CSC                       |
| 31-38 | MRM  | Team Milram                    |
| 41-48 | COF  | Cofidis                        |
| 51-58 | BTL  | Bouygues Télécom               |
| 61-68 | LAN  | Landbouwkrediet-Colnago        |
| 71-78 | UNI  | Unibet.com                     |
| 81-88 | JAC  | Chocolade Jacques-Topsport Vl. |

| N.      | Cod. | Squadra                         |
| ------- | ---- | ------------------------------- |
| 91-98   | WIE  | Team Wiesenhof-Akud             |
| 101-108 | ASA  | Acqua & Sapone-Caffè Mokambo    |
| 111-118 | NIC  | Navigators Insurance Cycling T. |
| 121-128 | BLV  | Bodysol-Win For Life-Jong Vl.   |
| 131-138 | FLA  | Flanders                        |
| 141-148 | JAR  | Jartazi-7Mobile                 |
| 151-158 | ABM  | Yawadoo-Colba-Abm               |
| 161-168 | MAS  | Massi                           |
| 171-178 | RB3  | Rabobank Continental Team       |

## Dettagli delle tappe

### 1ª tappa
- 3 marzo: Courtrai > Bellegem – 169,5 km

Risultati
| Pos. | Corridore         | Squadra    | Tempo    |
| ---- | ----------------- | ---------- | -------- |
| 1    | Francesco Chicchi | Quick Step | 4h09'18" |
| 2    | Jeremy Hunt       | Unibet.com | s.t.     |
| 3    | Gerald Ciolek     | Wiesenhof  | s.t.     |

| Pos. | Corridore         | Squadra         | Tempo    |
| ---- | ----------------- | --------------- | -------- |
| 1    | Francesco Chicchi | Quick Step      | 4h09'08" |
| 2    | Frederik Willems  | Chocolade Jac.  | a 2"     |
| 3    | Filip Meirhaeghe  | Landbouwkrediet | a 3"     |

### 2ª tappa
- 4 marzo: Torhout > Handzame – 180,6 km

Risultati
| Pos. | Corridore      | Squadra         | Tempo    |
| ---- | -------------- | --------------- | -------- |
| 1    | Robbie McEwen  | Davitamon-Lotto | 4h21'12" |
| 2    | Matti Breschel | Team CSC        | s.t.     |
| 3    | Jeremy Hunt    | Unibet.com      | s.t.     |

| Pos. | Corridore         | Squadra         | Tempo    |
| ---- | ----------------- | --------------- | -------- |
| 1    | Francesco Chicchi | Quick Step      | 8h30'17" |
| 2    | Jeremy Hunt       | Unibet.com      | a 3"     |
| 3    | Robbie McEwen     | Davitamon-Lotto | s.t.     |

### 3ª tappa
- 5 marzo: Ichtegem > Ichtegem – 185,6 km

Risultati
| Pos. | Corridore       | Squadra        | Tempo    |
| ---- | --------------- | -------------- | -------- |
| 1    | Niko Eeckhout   | Chocolade Jac. | 4h33'16" |
| 2    | Wouter Weylandt | Quick Step     | s.t.     |
| 3    | Marcel Sieberg  | Wiesenhof      | s.t.     |

| Pos. | Corridore      | Squadra         | Tempo     |
| ---- | -------------- | --------------- | --------- |
| 1    | Niko Eeckhout  | Chocolade Jac.  | 13h03'33" |
| 2    | Robbie McEwen  | Davitamon-Lotto | a 2"      |
| 3    | Matti Breschel | Team CSC        | a 3"      |

## Evoluzione delle classifiche
| Tappa              | Vincitore          | Classifica generale | Classifica a punti | Classifica sprint | Classifica giovani | Classifica a squadre  |
| ------------------ | ------------------ | ------------------- | ------------------ | ----------------- | ------------------ | --------------------- |
| 1ª                 | Francesco Chicchi  | Francesco Chicchi   | Francesco Chicchi  | Frederik Willems  | Gerald Ciolek      | Quick Step-Innergetic |
| 2ª                 | Robbie McEwen      | Francesco Chicchi   | Jeremy Hunt        | Frederik Willems  | Matti Breschel     | Unibet.com            |
| 3ª                 | Niko Eeckhout      | Niko Eeckhout       | Niko Eeckhout      | Frederik Willems  | Matti Breschel     | Landbouwkrediet       |
| Classifiche finali | Classifiche finali | Niko Eeckhout       | Niko Eeckhout      | Frederik Willems  | Matti Breschel     | Landbouwkrediet       |

## Classifiche finali

### Classifica generale
| Pos. | Corridore         | Squadra         | Tempo     |
| ---- | ----------------- | --------------- | --------- |
| 1    | Niko Eeckhout     | Chocolade Jac.  | 13h03'33" |
| 2    | Robbie McEwen     | Davitamon-Lotto | a 2"      |
| 3    | Matti Breschel    | Team CSC        | a 3"      |
| 4    | Frederik Willems  | Chocolade Jac.  | a 5"      |
| 5    | Wouter Weylandt   | Quick Step      | a 7"      |
| 6    | Marcel Sieberg    | Wiesenhof       | a 9"      |
| 7    | Johan Coenen      | Unibet.com      | a 10"     |
| 8    | Nico Sijmens      | Landbouwkrediet | s.t.      |
| 9    | Andy Cappelle     | Landbouwkrediet | a 11"     |
| 10   | Frédéric Amorison | Landbouwkrediet | a 13"     |

### Classifica sprint
| Pos. | Corridore         | Squadra         | Punti |
| ---- | ----------------- | --------------- | ----- |
| 1    | Frederik Willems  | Chocolade Jac.  | 8     |
| 2    | Filip Meirhaeghe  | Landbouwkrediet | 7     |
| 3    | Nick Ingels       | Davitamon-Lotto | 5     |
| 4    | Matti Breschel    | Team CSC        | 4     |
| 5    | Kristof De Zutter | Bodysol         | 4     |

### Classifica giovani
| Pos. | Corridore        | Squadra        | Punti     |
| ---- | ---------------- | -------------- | --------- |
| 1    | Matti Breschel   | Team CSC       | 13h03'36" |
| 2    | Martijn Maaskant | Rabobank Cont. | a 10"     |
| 3    | Marcel Sieberg   | Wiesenhof      | s.t.      |
| 4    | Wouter Weylandt  | Quick Step     | s.t.      |
| 5    | Sébastien Minard | Cofidis        | s.t.      |

### Classifica a squadre
| Pos. | Squadra                        | Tempo     |
| ---- | ------------------------------ | --------- |
| 1    | Landbouwkrediet-Colnago        | 39h11'18" |
| 2    | Chocolade Jacques-Topsport Vl. | a 3'39"   |
| 3    | Team Milram                    | a 6'31"   |
| 4    | Jartazi-7Mobile                | s.t.      |
| 5    | Rabobank Continental Team      | a 6'52"   |